# Wardomyces ovalis
Wardomyces ovalis är en svampart som beskrevs av W. Gams 1968. Wardomyces ovalis ingår i släktet Wardomyces och familjen Microascaceae.   Inga underarter finns listade i Catalogue of Life.